# Río Paz
De Río Paz is een rivier in El Salvador en Guatemala met een lengte van 134 km die uitmondt in de Grote Oceaan.
Het debiet bedraagt 23,2 m³/s. Het stroomgebied heeft een oppervlakte van 2661 km².